# Cylindrophis ruffus
Cylindrophis ruffus es una especie de serpiente de la familia Cylindrophiidae.

## Descripción
Los adultos pueden crecer hasta 1 m de longitud.
Las escamas dorsales son lisas y están dispuestas en 19 o 21 filas; las escamas ventrales, de entre 186 y 245, no son bastante más grandes que el doble de las escamas dorsales contiguas mientras que la placa anal está dividida, posee de cinco a diez escamas subcaudales.

## Distribución geográfica
Es endémica de la isla de Java.